# Mount George, New South Wales
Mount George är en ort i Australien. Den ligger i kommunen Greater Taree och delstaten New South Wales, i den sydöstra delen av landet, omkring 240 kilometer nordost om delstatshuvudstaden Sydney. Antalet invånare är 135.
Runt Mount George är det glesbefolkat, med 12 invånare per kvadratkilometer.. Närmaste större samhälle är Killawarra, nära Mount George. 
I omgivningarna runt Mount George växer i huvudsak städsegrön lövskog. Genomsnittlig årsnederbörd är 1 788 millimeter. Den regnigaste månaden är februari, med i genomsnitt 357 mm nederbörd, och den torraste är oktober, med 34 mm nederbörd.